# 葫蘆寺
葫蘆寺，全名財團法人台北葫蘆寺，位於台北市士林區延平北路五段285巷35號，為臺灣民間信仰的觀音寺。主祀觀音菩薩。

## 概要

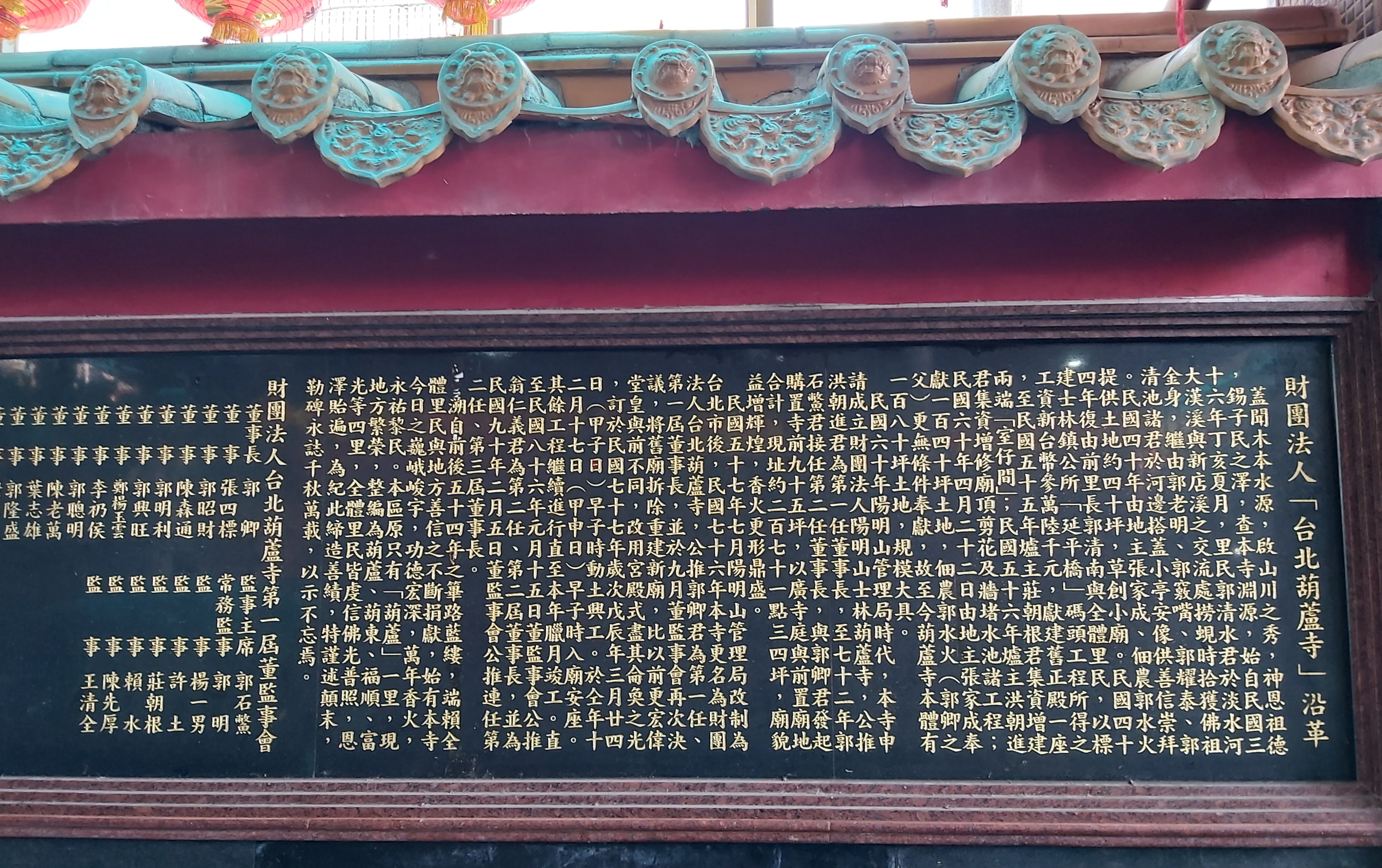
沿革

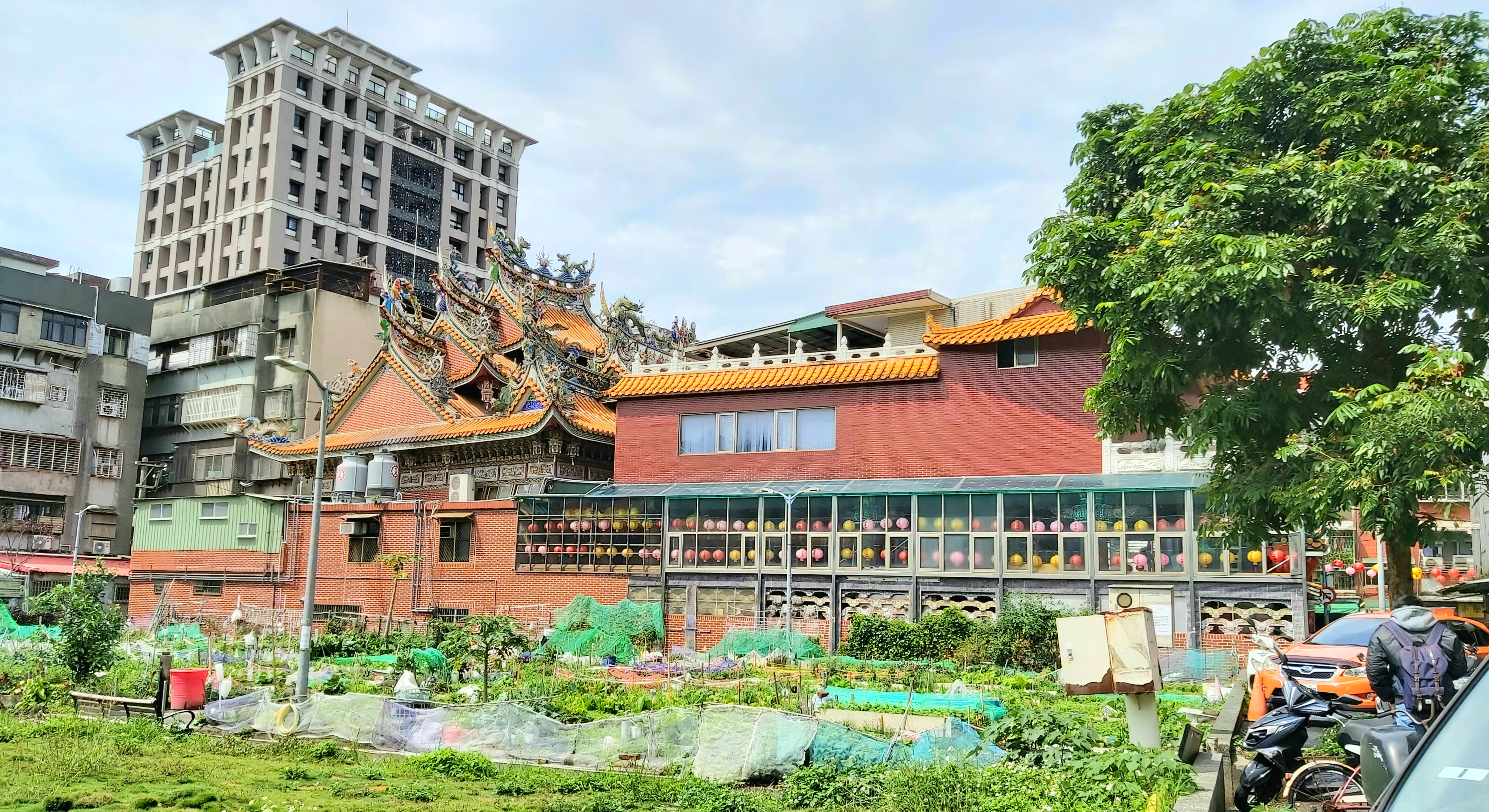
廟身全景

該建物興建於1955年，為仿古廟宇建築。另外，該廟宇的組織型態為財團法人制，祭典日期則是每年農曆三月十五至二十日、七月十日、九月十九日。
每年春節舉辦擲杯大賽，由點光明燈的信眾參加，最大獎通常是百萬名車一輛，YouTuber烏鴉花了六萬元，找了好幾個同事一起，點了一百盞光明燈，試圖以提高機率的方式中大獎，但最後只獲得一個小獎。烏鴉稱他向觀音佛祖祈禱，希望至少能讓他進決賽，幫忙「做點宣傳、宣傳廟方、宣揚佛法甚麼的」，終於進入決賽。

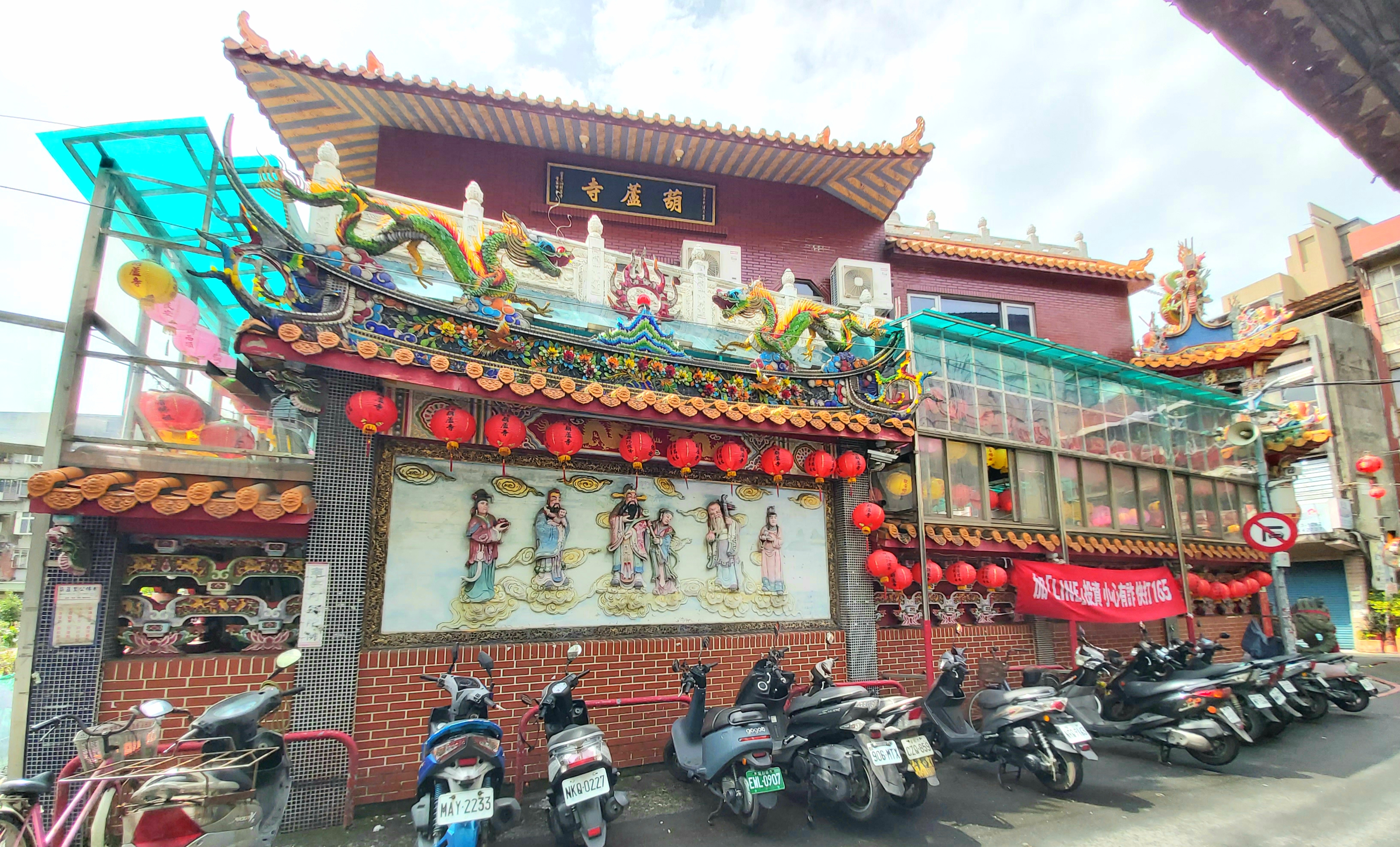
廟前外側的福祿壽圖
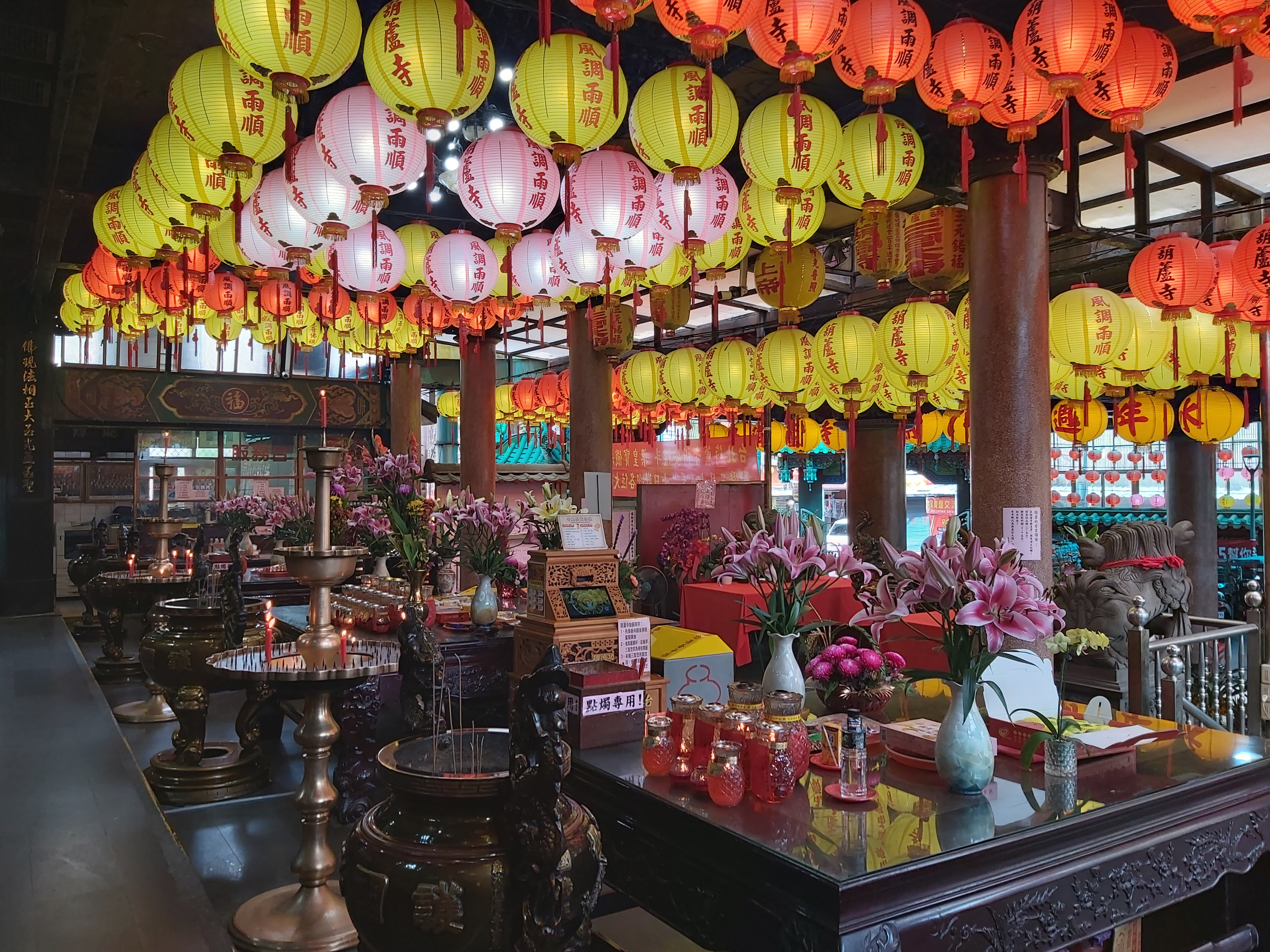
廟埕供桌
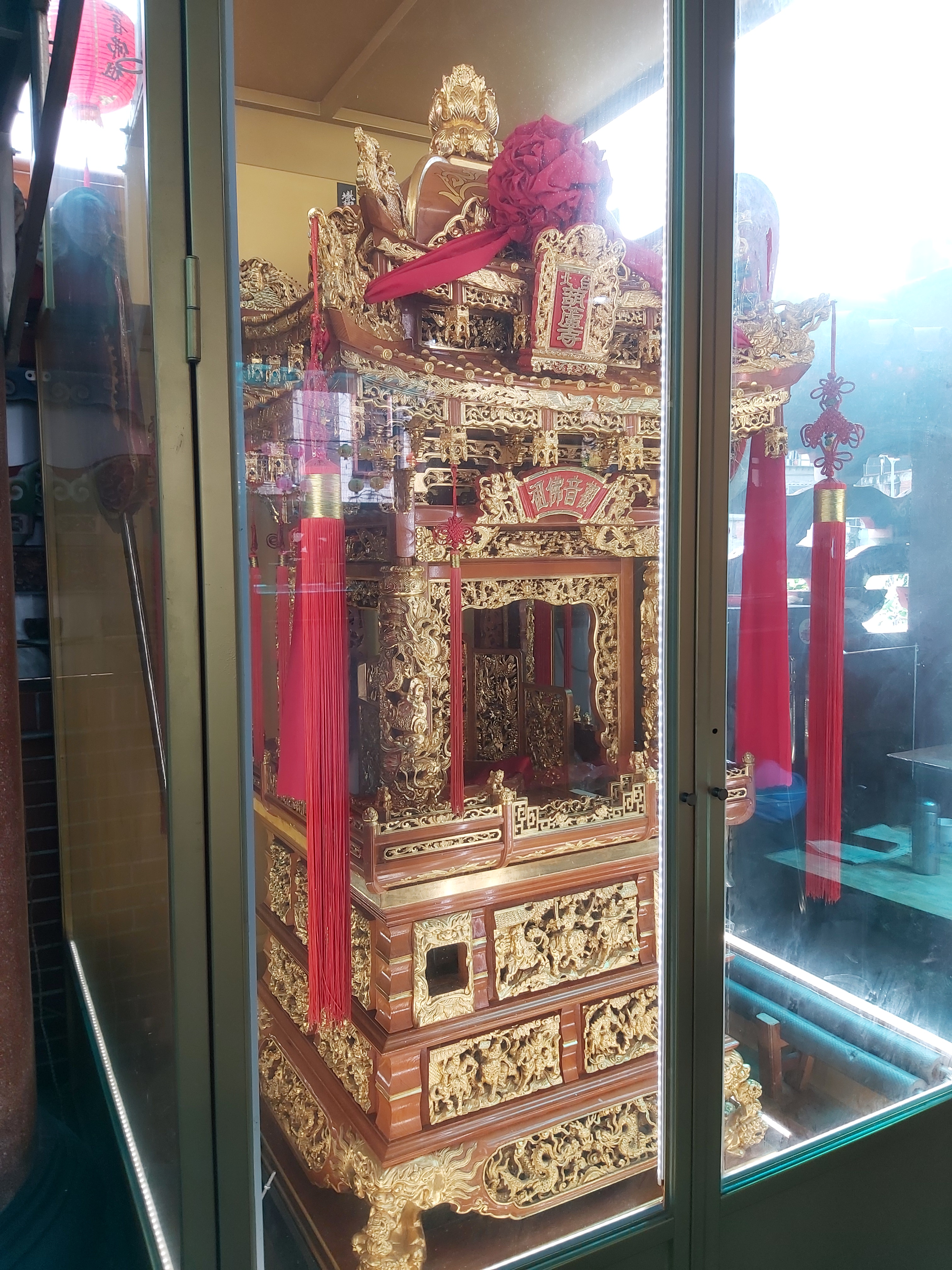
觀音鑾轎

## 祀神

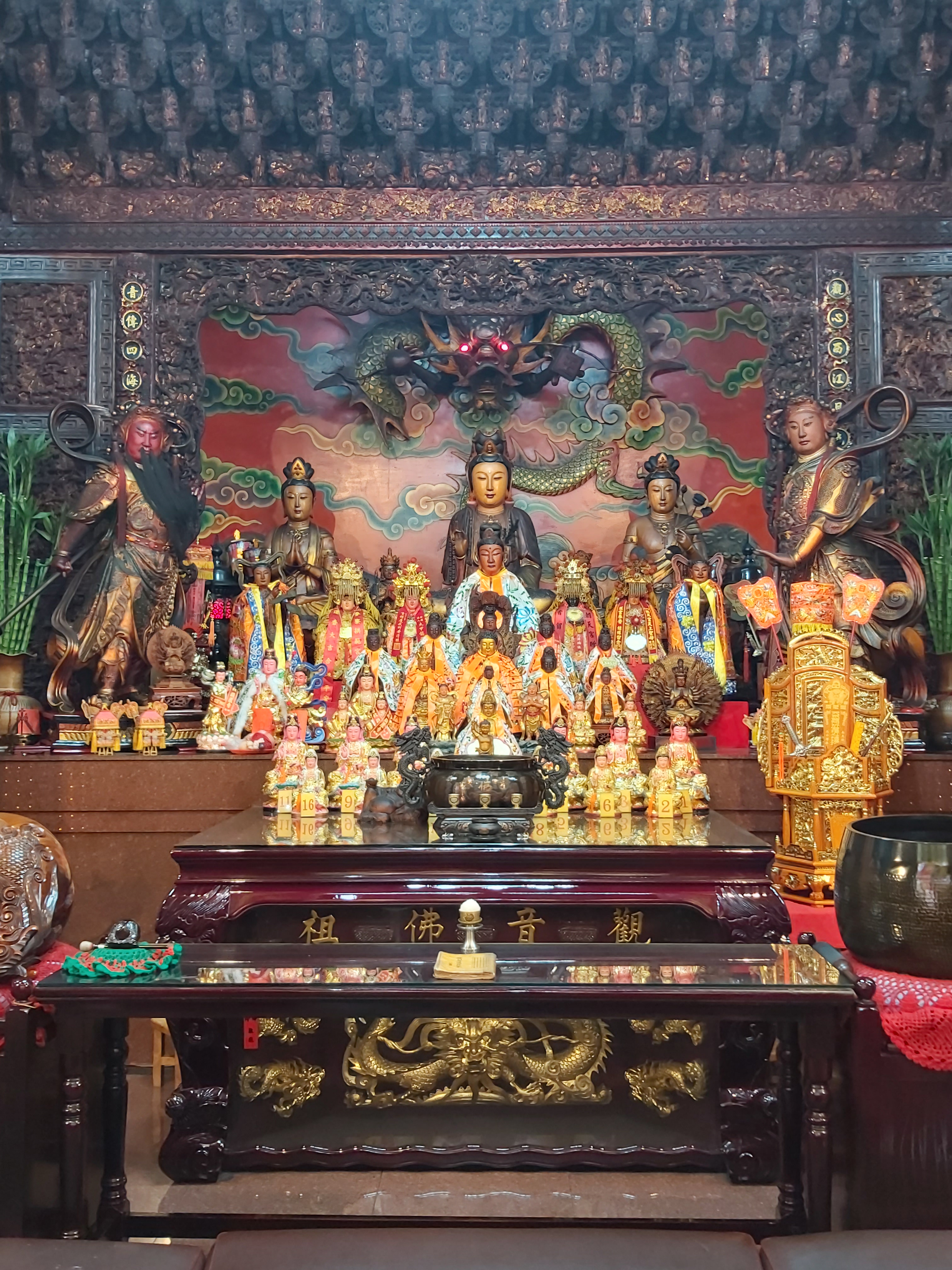
觀音佛祖

### 大殿
- 供奉的神祇分別為（左至右）：
  - （左側）濟公活佛：濟公活佛及太歲星君牌
  - （左次側）瑤池金母：瑤池金母及月下老人
  - （中央側）文殊菩薩、觀音佛祖、普賢菩薩
  - （中央側二層）韋馱護法、善財、白沙屯媽祖、北港媽祖、觀音佛祖、大甲媽祖、麥寮媽祖、龍女、伽藍護法
  - （中央側三層）觀世音菩薩、藥師佛、地藏王菩薩
  - （右次側）天上聖母：天上聖母及註生娘娘、麥寮媽祖、北港媽祖
  - （右側）關聖帝君：關聖帝君及福德正神、文財神、武財神
  - （偏殿）文昌帝君：文昌帝君

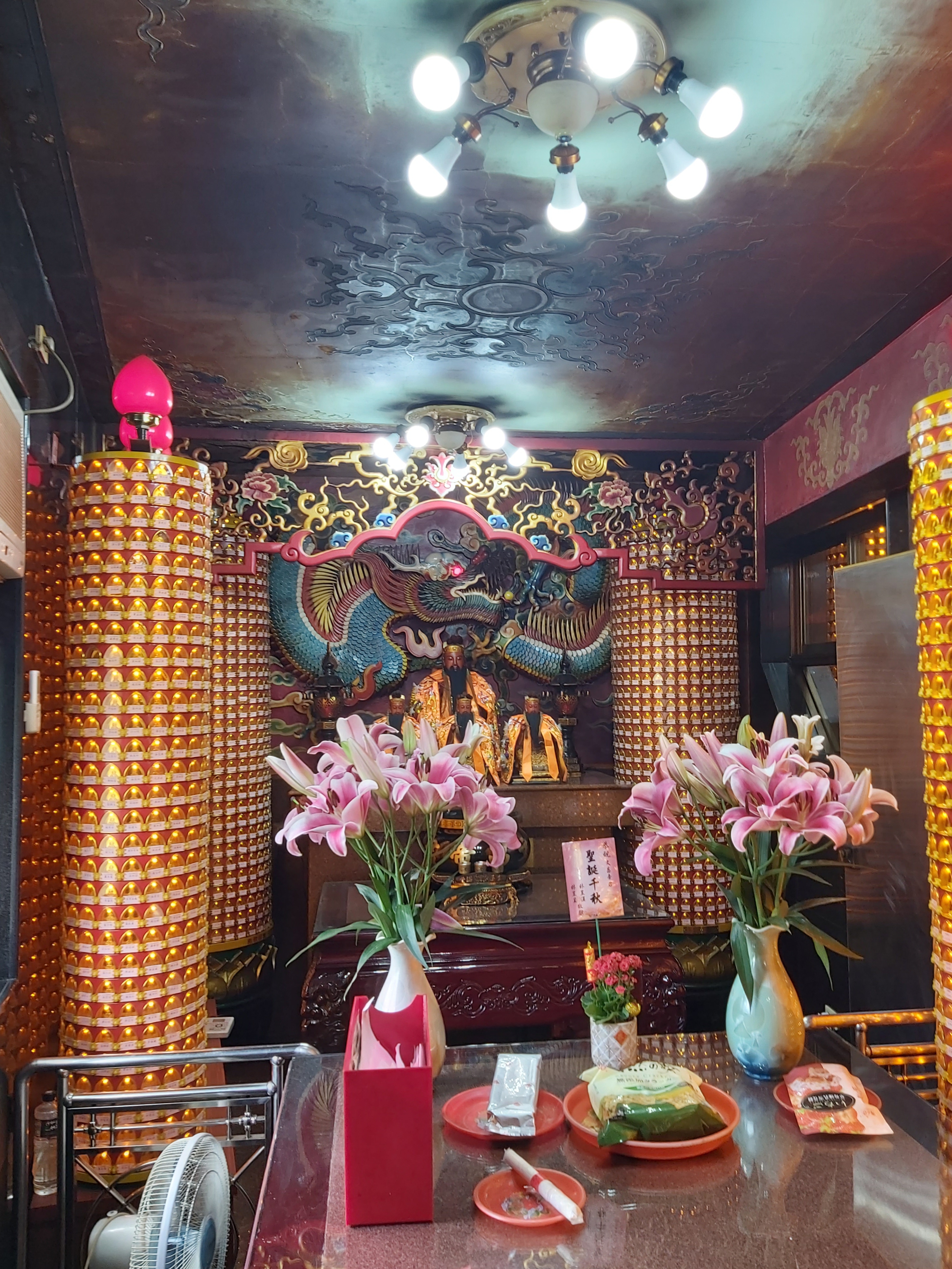
文昌帝君
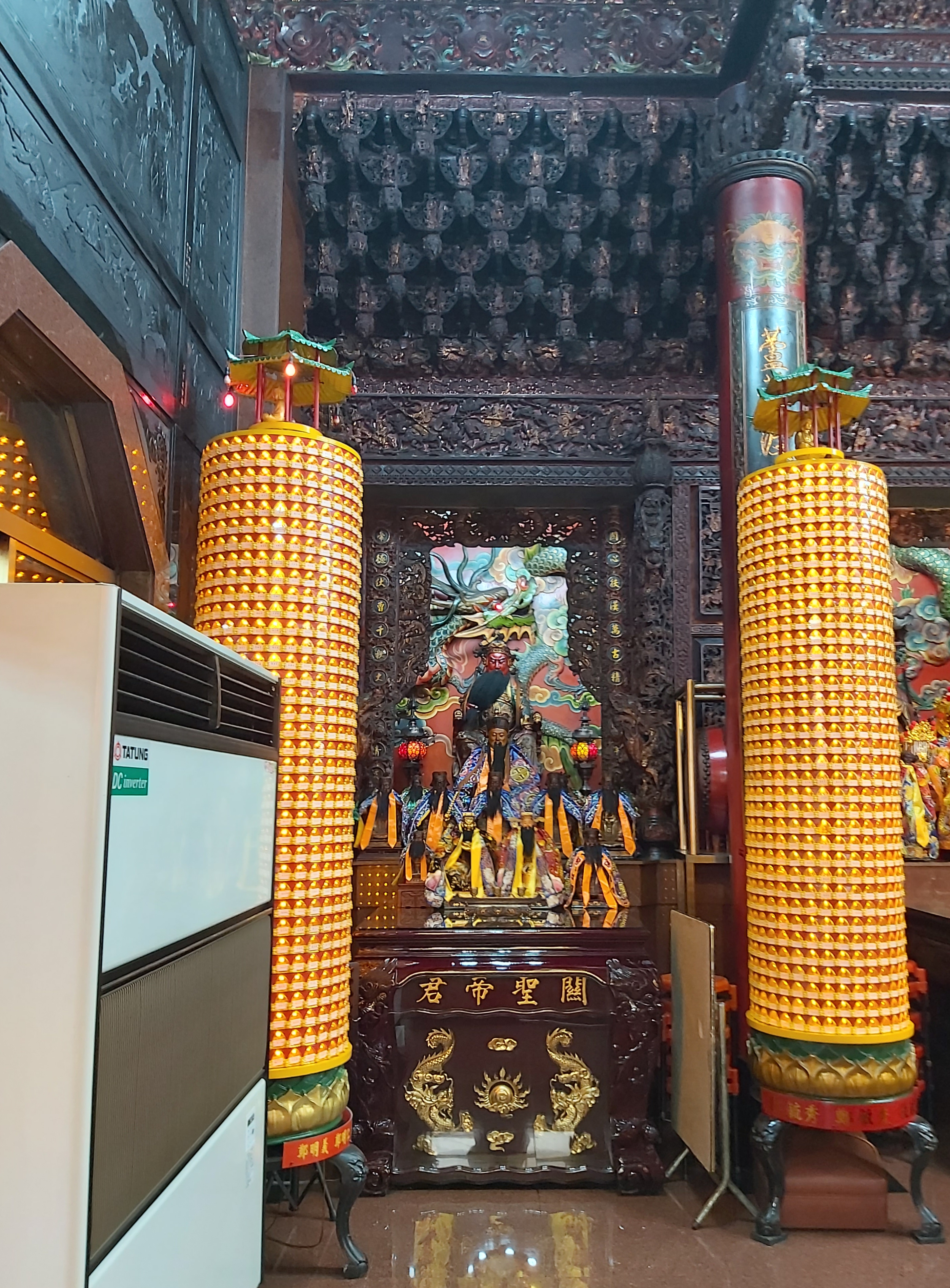
關聖帝君
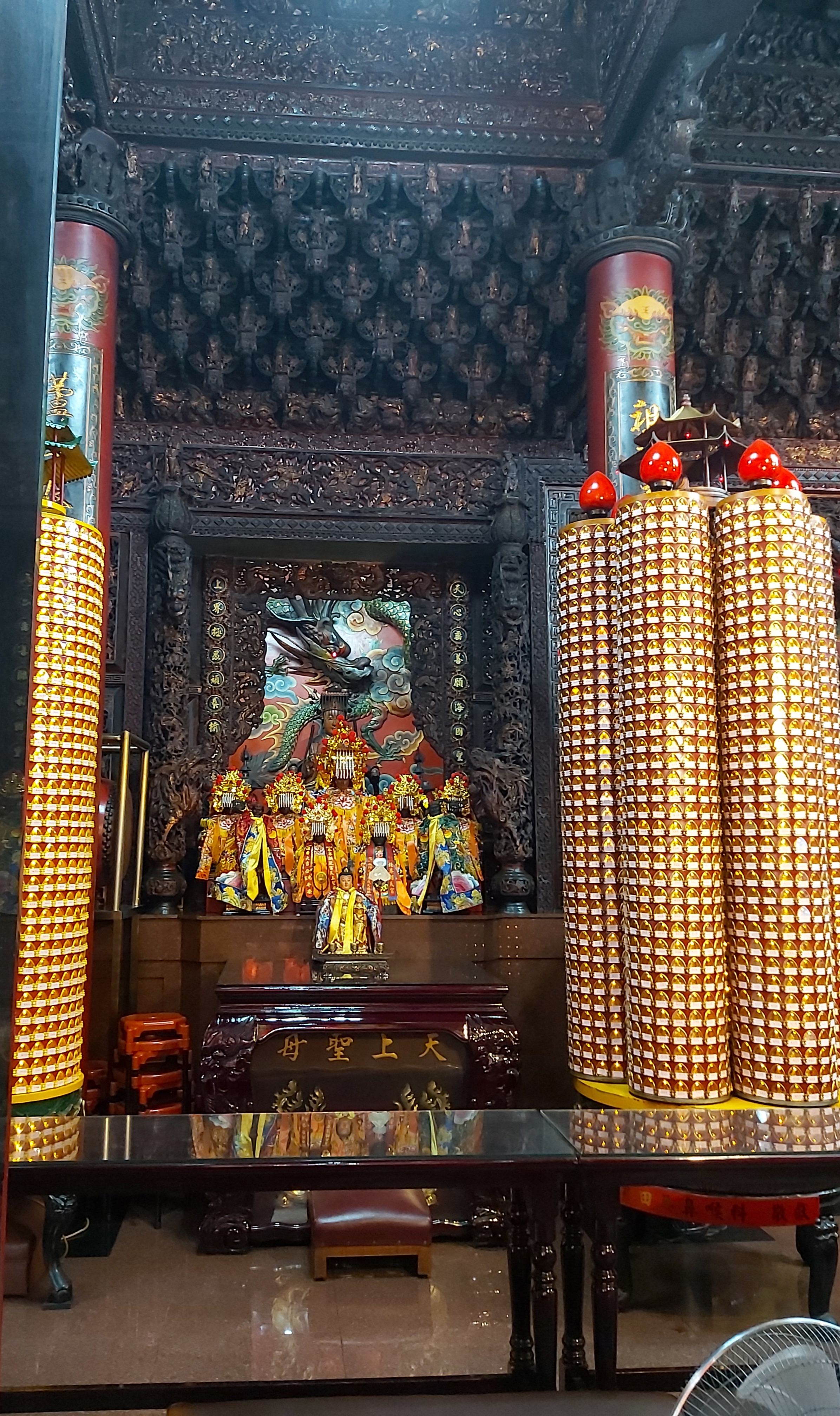
天上聖母
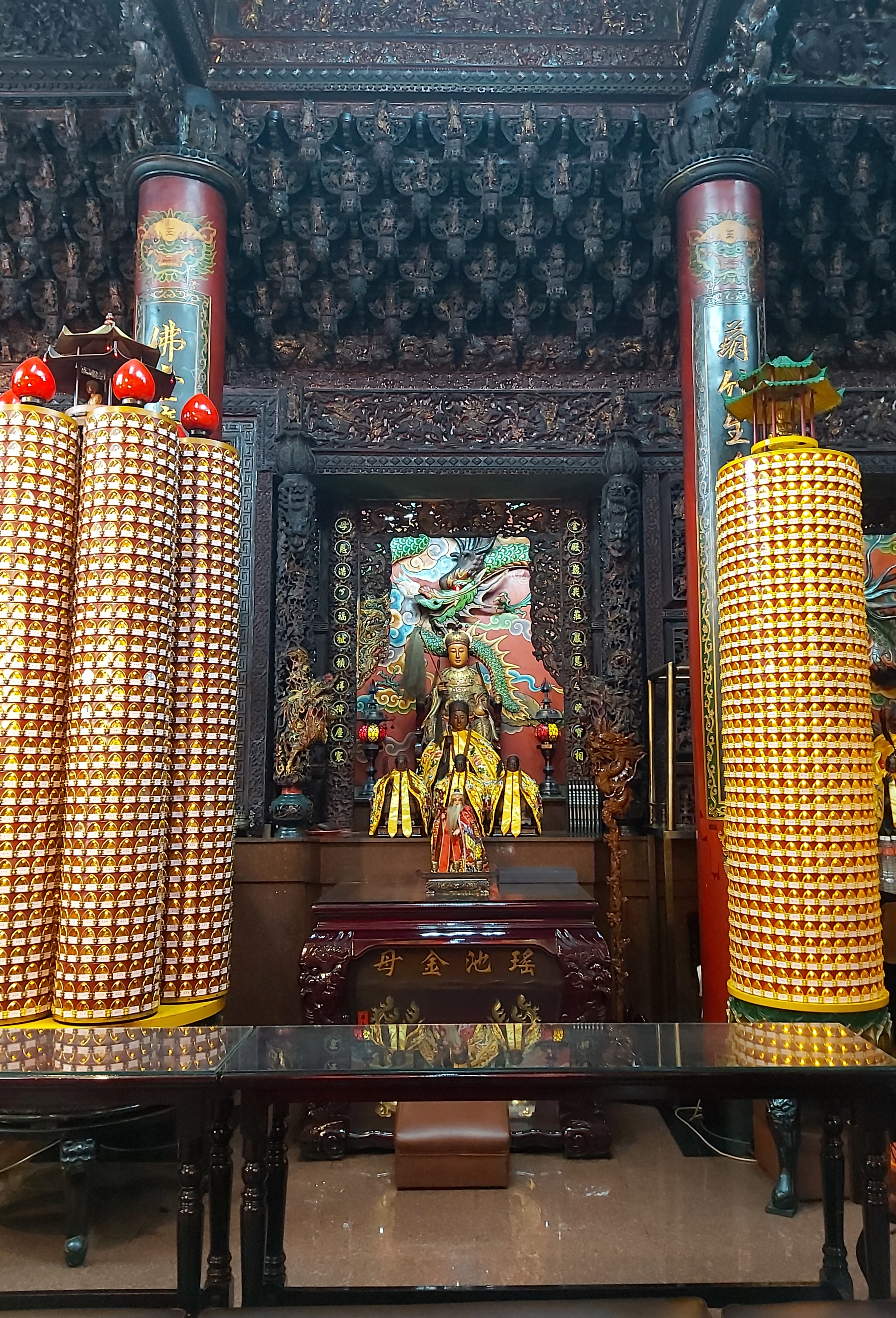
瑤池金母
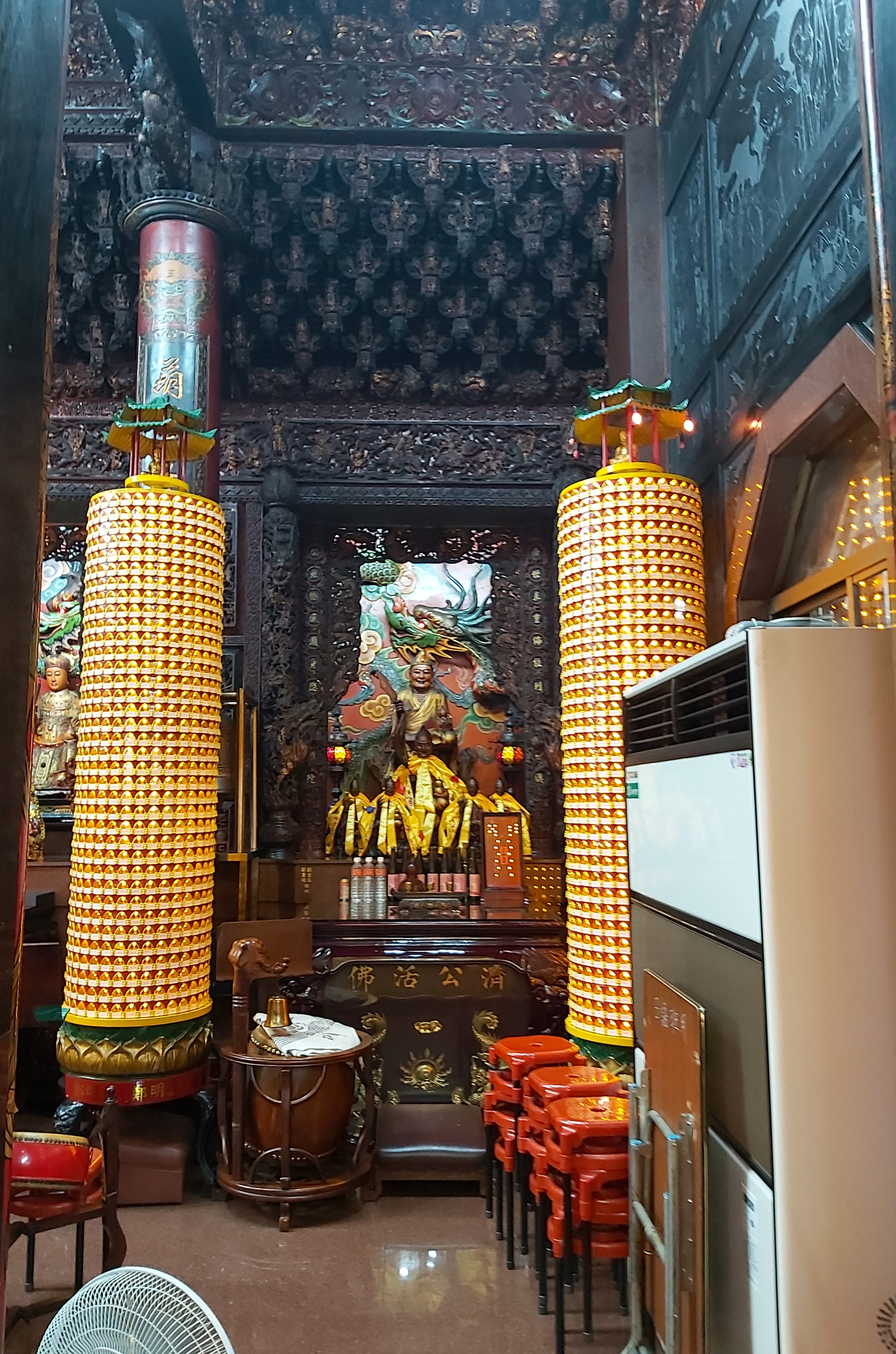
濟公活佛

## 外部連結
- 財團法人台北葫蘆寺官網
- 財團法人台北葫蘆寺的Facebook專頁